# Religion en Bulgarie
 (mars 2024).
Si vous disposez d'ouvrages ou d'articles de référence ou si vous connaissez des sites web de qualité traitant du thème abordé ici, merci de compléter l'article en donnant les références utiles à sa vérifiabilité et en les liant à la section « Notes et références ».
Cet article traite des religions ou phénomènes religieux, passés et présents, des populations sur le territoire de l'actuelle Bulgarie.

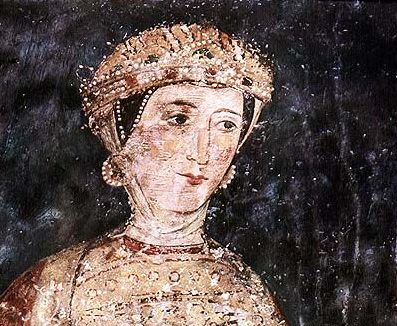
Église de Boyana (Sofia), élément de fresque

Danse de Miriam, Psautier de Tomić

## Histoire
La religion principale de la Bulgarie en 2023 est le christianisme orthodoxe (83,92% de la population). L’article 11.3 de la Constitution bulgare spécifie que « la religion traditionnelle est le christianisme orthodoxe ».
Les Thraces constituent un peuple de langue paléo-balkanique (donc indo-européenne) dont les tribus, signalées dans les Balkans en même temps que les Achéens, les Éoliens et les Ioniens, partagent un ensemble de croyances, un mode de vie et une même langue avec des variantes et dialectes. Leur civilisation, encore mal connue, s'est épanouie du IIIe millénaire av. J.-C. au IIe siècle av. J.-C., sur un substrat anté-indo-européen dit « pélasge » développé dès le Ve millénaire av. J.-C. comme civilisation agricole et pourvue de nécropoles richement dotées en or.

### Antiquité
Le Royaume des Odryses (-490/-450-46 EC), premier royaume thrace connu, unifiant une vingtaine de tribus thraces et daces est réputé, particulièrement pour les tombeaux et les trésors : sites archéologiques en Bulgarie, liste du patrimoine mondial en Bulgarie, Musée national d'histoire (Bulgarie).
Les élites, adeptes d'un culte à mystères propre aux Thraces, s'hellénisent mais influencent aussi la Grèce par le biais des religions à mystères comme l'orphisme (dans le mythe, Orphée est un prince thrace). Le grec devient la langue officielle de la cour. Les coutumes et traditions grecques contribuent à la refonte de la société à l'est des Balkans.
Au milieu du IIe siècle av. J.-C., le royaume des Odryses devient client de la République romaine tandis que les autres tribus thraces sont intégrées ou soumises par les Romains. La région passe ainsi sous contrôle romain : provinces romaines de Mésie, puis Dacie trajane, Dacie aurélienne, Scythie Mineure.
La Thrace, sous-partie de l'ensemble est également province romaine de Thrace, puis thème byzantin de Thrace.
La thracologie étudie la culture et la civilisation des Thraces, les langues paléo-balkaniques, les tribus thraces, gètes et daces. 
Cela importe quand on essaie de comprendre le protochronisme et le reconstructionnisme du néopaganisme bulgare actuel.

### Haut Moyen Âge
Proto-Bulgares est le nom par lequel les historiens désignent les anciens Bulgares, turcophones de la steppe pontique, parlant une langue oghoure, et de tradition tengriste, pour les distinguer des Bulgares actuels, peuple slave méridional des Balkans, de tradition chrétienne orthodoxe. Le nom s’est transmis des premiers aux seconds lorsque les anciens Bulgares s’établissent dans la région du bas-Danube, aux frontières de l’Empire romain d'orient, vers le VIe siècle de notre ère. Dans cette région, les Bulgares fondent un empire et s’assimilent aux Slaves, dominants sur le plan démographique. 
Les Onoghours apparaissent dans l'Est de l'Europe au cours du dernier tiers du Ve siècle, après la dissolution de l'empire des Huns (invasions barbares). Le terme est à l'origine des dénominations "Bulgarii" et "Hungarii", d'où viennent les mots « Bulgare » et « Hongrois », mais cette hypothèse reste discutée.
L'option alternative est de faire des Proto-Bulgares les héritiers des peuples cavaliers nomades, de peuples mixtes ayant assimilé plusieurs influences, en partie iraniennes, donc indo-européennes (dont les Alains qui ont laissé quelques traces en Bulgarie).
Toujours est-il qu'a existé un khanat bulgare du Danube (681-864), en relations avec le khaganat avar (567-822) en plaine de Pannonie (bassin du moyen-Danube), sans doute avec l'ancienne Grande Bulgarie (630-660) et le khaganat khazar (630-880).
Les Bulgares occidentaux entrent en scène en s'établissant dans le bassin du bas-Danube, là où des Proto-Slaves sont entrés à la faveur d'invasions des Avars au VIe siècle. Au nord des monts Haemus, ils fondent un premier royaume au VIIe siècle, sous le règne du khan Asparoukh ou Asparouch (Ispor rex). En échange de son concours contre l'Empereur byzantin Constantin V et ses impôts, Asparoukh fait reconnaître son autorité aux populations d'un Empire romain d’Orient déjà affaibli par d'autres invasions, thraces et surtout slaves (de langue slavonne et majoritaires). Après sa victoire, en 681, Asparoukh se trouve donc à la tête d'un puissant état, dont la population lui est fidèle, durablement.
À l'origine, l'aristocratie guerrière bulgare règne en s'appuyant sur les chefs (knèzes) des populations locales, et met en place les structures d'un pouvoir central dont on ignore à peu près tout. Cependant, les Bulgares du Danube finissent par fusionner avec les Slaves, adoptent leur langue, leurs prénoms, et se convertissent au Christianisme, au IXe siècle, à l'époque de Boris Ier (852–888), qui est proclamé Tsar (« César »).
À son apogée, l'État des Bulgares du Danube couvre les territoires des actuelles Bulgarie, Serbie orientale, Macédoine, Grèce septentrionale, Roumanie, Moldavie et Ukraine du sud-ouest. 
C'est alors le principal rival de la puissance byzantine en Europe, ce dont témoignent les guerres byzantino-bulgares (680-1355).

### Christianisme
La Bulgarie est partiellement christianisée depuis au moins le IVe siècle, puisqu'un évêque de Sardica-Sofia est attesté au Premier concile de Nicée (325). Une minorité commerçante de la population, dans les zones portuaires, l'est depuis l'Âge apostolique (Ier siècle).
Koubrat (Kufrat, Kvrt, bulgare : Княз Кубрат) (605 – 665), knèze (grand chef)  proto-bulgare de 628 à 665 (Trésor de Pereshchepina (ou de Koubrat), premier de la liste des souverains de Bulgarie, serait également le premier converti au christianisme. 
Par ordre du khan Boris, l’élite des boyards proto-Bulgares, jusque-là adepte du tengrisme, adopte définitivement en 865 le christianisme oriental, déjà religion de ses sujets grecs, slaves et valaques.
L’assimilation réciproque de ces quatre composantes sous l’égide de l’influence byzantine et de la langue slave est à la base de l’ethnogenèse du peuple bulgare. 
Les temples tengristes sont démolis et sur leurs emplacements sont élevées des églises chrétiennes.
Le khânat de Bulgarie devient un tsarat. 
Preslav, la seconde capitale du royaume bulgare, devient ainsi, selon la volonté du tsar Boris, le centre spirituel de la nouvelle religion et le foyer culturel de la nouvelle nation. 
Les fréquentes guerres opposant les Bulgares aux Byzantins n’empêchent pas l’influence de ces derniers, manifeste entre autres par les écritures glagolitique et cyrillique qui sont une adaptation de l’alphabet grec aux langues slaves, et qui font de la Bulgarie un important foyer de civilisation pour l’ensemble des Slaves méridionaux et Slaves orientaux.
La christianisation du peuple bulgare commence en 864, par des représentants du patriarcat de Constantinople.
La construction d'édifices religieux, surtout de forme basilique, débute en 864-870.
Cyrille et Méthode introduisent la liturgie bulgare.
Par le concile de l'Église bulgare de 893, le vieux bulgare est introduit comme langue liturgique. 
L'Église orthodoxe bulgare devient patriarcat autonome, reconnu en 927 par Constantinople.
En 971, la conquête de l'Est de la Bulgarie par l'Empire byzantin impose le glissement de la capitale à Sofia, Skopje, Prespa, Bitola et Ohrid.
Apparaissent les premiers courants de contestation religieuse en Bulgarie, sous le nom d’« hérésie » bogomile. Ses origines remontent à l’introduction de l’« hérésie » manichéiste venue d’Iran à partir du IVe siècle par les disciples de Mani. Le mouvement chrétien hétérodoxe bogomile (Xe-XVe siècle), initié par le prêtre bulgare Bogomil, d'inspiration paulicienne, serait une des origines des mouvements patarin et cathare.
Le Moyen Âge central en Bulgarie se définit par la guerre byzantino-bulgare de 970-1018, la période de Bulgarie byzantine (1018-1185), la séparation des Églises d'Orient et d'Occident (Grand Schisme de 1054), l'hellénisation de la liturgie, le Second Empire bulgare (1185-1422), la renaissance culturelle des (XIIe-XIIIe siècle). Puis, considérablement affaibli par l'invasion des Tatars en 1225, il se désagrège progressivement et passe sous contrôle de l'Empire ottoman (1299-1923).
La Littérature médiévale bulgare (en), essentiellement religieuse, c'est 
- des écoles : École littéraire de Tarnovo, École littéraire de Preslav, École littéraire d'Ohrid
- des textes : Codex Suprasliensis, Codex Zographensis (en), Sofia Psalter (en) (1337), Gospels of Tsar Ivan Alexander (en) (1355-1356), Psautier de Tomić (1360c)

La Bulgarie ottomane (1396-1878), de turquisation et d'islamisation, est aussi une période active de résistance chrétienne, et nationale, surtout à partir des monastères isolés autorisés.
- Premier Empire bulgare (681-1018)
- Second Empire bulgare (1185-1422), Rex Bulgarorum et Blachorum
- Liste de monastères bulgares
- Liste d'églises en Bulgarie (de)
- Archevêché d'Ohrid (1018-1767)[1]
- Art School of Tarnovo (en), Painting of the Tarnovo Artistic School (en)
- Églises orthodoxes bulgares médiévales (en)

#### Orthodoxie
Au moins depuis les débuts de la période ottomane, le patronage du patriarcat grec orthodoxe de Constantinople (1020-1767) se fait pesant, et motive les tenants de l'autonomie de l'église orthodoxe bulgare. L'exarchat bulgare, à autocéphalie non reconnue, attire les religieux et les croyantL'exarchat finit par être reconnu par décret (firman) du sultan Abdülhamid II en 1870. Après 1878, églises et séminaires sont construits.
- Christianisme orthodoxe en Bulgarie
- Église orthodoxe bulgare autocéphale chrétienne orthodoxe byzantine
- Église orthodoxe vieille-calendariste de Bulgarie (1968), Orthodoxes vieux-calendaristes
- Église orthodoxe bulgare (synode alternatif) (1996)
- Expansion du christianisme au Moyen Âge
- Euthyme de Tarnovo (1327-1402)
- Sept Saints de l'Église bulgare
- Cyrille et Méthode IXe siècle, Alphabet glagolitique, Alphabet cyrillique

#### Catholicisme
- Catholicisme en Bulgarie
- Église catholique en Bulgarie
- Église grecque-catholique bulgare (1861)

Les croisades accentuent les différends entre Constantinople et la Bulgarie, qui souhaite quitter le patriarcat de Constantinople. Elles exportent également les positions bogomiles.
Après le Concile de Trente (1542), la Bulgarie est visitée par des missionnaires catholiques, basés en Dalmatie.
En 1688 éclate le soulèvement de Tchiprovtsi contre la domination ottomane, organisé par les catholiques bulgares, inspirés par des mineurs catholiques allemands : insurrection de Tchiprovtsi (en). Et à partir de 1700, les Ottomans défendent leurs sujets orthodoxes et attaquent ou persécutent les catholiques.
Joseph Sokolski (1786-1879) est le premier religieux bulgare orthodoxe à se convertir au catholicisme, et est nommé en 1861 le premier métropolite catholique. L'église qui en résulte se considère comme faisant partie du mouvement national bulgare et compte jusqu'à 30 000 croyants.
Après la première indépendance, le noce Angelo Roncalli, futur Jean XXIII rétablit des relations diplomatiques avec la Bulgarie en 
1925. 
En 1951-1952 se tient le procès de 60 prêtres catholiques accusés d'intelligence avec l'ennemi. : quatre sont exécutés. L'Église catholique perd son statut légal, écoles, collèges et clubs sont fermés. Les biens ecclésiastiques sont confisqués. Le culte est toléré.
Après le seconde indépendance, les relations de la Bulgarie sont rétablies avec le Vatican dès 1990. Et le pape Jean-Paul II effectue en 2002 un voyage officiel en Bulgarie.

#### Protestantisme
Le protestantisme, au moins dans ses formes modernes, serait arrivé en Bulgarie en 1857-1858 avec des missionnaires américains, méthodistes-épiscopaliens et congrégationnistes. Les évangélistes produisent avec des intellectuels bulgares une traduction de la Bible entière en 1871.
Sous le régime communiste, les protestants sont peut-être plus persécutés que les catholiques. En 1949, le procès de 31 religieux protestants accusés d'intelligence avec l'ennemi mène aux confiscations et interdictions équivalentes.
Depuis l'indépendance de 1989-1990, l'évangélisation a repris avec vigueur.

### Judaïsme
La présence des Juifs dans l'actuelle Bulgarie remonte à l'antiquité et à la période byzantine. 
Depuis la période turque, les principales communautés sont celles de Sofia, Roussé, Varna, Plovdiv et Bourgas. 
Certains Juifs sont des romaniotes parlant yévanique, d'autres des sefarades parlant judéo-espagnol (l'un des plus connus est Elias Canetti), d'autres encore des ashkenazes parlant yiddish.
La Bulgarie compte avant la seconde Guerre mondiale 50 000 Juifs. 
Dans les territoires conquis aux dépens de la Grèce et de la Yougoslavie vivent environ 15 000 Juifs. 
Les Juifs bulgares étaient et sont, dans leur grande majorité, des habitants des villes : artisans, commerçants, ouvriers, la plupart pas spécialement riches.
Et l'antisémitisme n'était pas spécialement développé dans le pays. Pour exprimer l'état de l'opinion à l'égard des juifs, Hilberg écrit que « les juifs n'éveillaient ni une sympathie extraordinaire, ni une hostilité exceptionnelle ».
- Histoire des Juifs en Bulgarie
- 1900
  - Synagogue de Yanbol (en), synagogue bulgare transférée à Istanbul au XVe siècle
  - Preciado Bakish (en) (1828-1910), rabbin sioniste bulgare
  - Hashalom (1903-1906), journal juif sépharade, à Sofia
- 1930
  - Ratniks (en) (1936-1944), organisation nationaliste d'extrême-droite, Guerriers de la Bulgarité
  - Loi de protection de la Nation (Bulgarie, 1941-1944) (en)
  - Shoah en Bulgarie (en) (1939-1944)
  - Brannik, organisation de jeunesse nationaliste antisémite (1940)
  - Judenberater (1940-1945)
  - Sauvetage des Juifs de Bulgarie (1943-1945)
  - Justes parmi les nations en Bulgarie
  - Liste des Justes parmi les nations (Bulgarie) (de)
- 2020
- Liste illustrée des synagogues en Bulgarie, dont synagogue de Plovdi et synagogue de Sofia
- Liste de cimetières juifs en Bulgarie (de)
- Organisations des Juifs de Bulagrie (en) (pour les 8 000 vivant actuellement en Bulgarie

### Islam
Les citoyens bulgares de confession musulmane sont près de 966 000 personnes. 
Ce groupe comprend des Turcs et des Tatars et des Bulgares musulmans, les Pomaques. Les deux premières communautés vivent principalement au nord de la Bulgarie, en Dobroudja et dans les environs de Vidin, la troisième au sud, dans les Rhodopes.
Il existe aussi des Roms musulmans : les "Çingene" ("Çingeneler" en turc, "Zigeuner" en allemand, "Tziganes" en français), et des musulmans d'origine kurde, circassienne, syrienne, libanaise ou palestinienne en petit nombre. 
En Bulgarie, les Musulmans bulgares sont principalement des Pomaks sunnites ou chiites (« bektaši »).
Dans plusieurs pays des Balkans, il reste des groupes ethniques musulmans slavophones auxquels diverses dénominations sont accolées : Torbèches en Macédoine du Nord, Goranes au Kosovo, Bosniaques en Bosnie-Herzégovine et dans les pays voisins. Beaucoup ont émigré en Turquie à la fin du XIXe siècle et au début du XXe.
- Slaves musulmans
- Tatars de Crimée en Bulgarie
- Liste illustrée de mosquées en Bulgarie (en), dont Mosquée Tombul à Choumen
- Rotonde Saint-Georges, Basilique Sainte-Sophie de Sofia
- Turcs de Bulgarie (9,4 % de la population bulgare en 2001), pour la plupart sunnites de rite hanafite
- Arabes en Bulgarie (en)
- Bulgarisation
- Muhacir (en), migration de Turcs d'Europe vers la Thrace et l'Anatolie entre 1750 et 1910 (10 000 000 musulmans ottomans)
- Roms musulmans dans les Balkans (en), Roms de Bulgarie
- Processus de régénération (1970-1980) ou "Processus de renaissance" (900 000 expulsés
- Turcs bulgares en Turquie (en)
- Situation des Turcs dans les Balkans (en)
- Temps de violence (film, 1988)

### XVIIIe–XIXesiècle
Après l'Âge d'or ottoman (XVIe siècle), le déclin de l'Empire ottoman signe le réveil manifeste de la Bulgarie ottomane (1396-1878).
La Renaissance bulgare (1750-1878), nationale, culturelle, religieuse, bulgare, slavo-macédonienne, accentue les tensions religieuses.
Les difficultés ottomanes et l'insurrection bulgare d'avril 1876 (dont le massacre de Batak) amènent la création de la principauté de Bulgarie (1878-1908), largement autonome, mais séparée de la Roumélie orientale (1878-1885) et de la Macédoine (République de Kruševo (ou de Krouchevo), 1903).
- Crise bulgare (1885–1888)

### XXesiècle
Le siècle est bien chargé. En première approche, les principaux repères sont :
- Royaume de Bulgarie 1908-1946) et les deux guerres mondiales
- Shoah en Bulgarie (en) (1939-1944)
- Diaspora bulgare (voir l'édition anglophone)
- République populaire de Bulgarie (1946-1990)
- Anti-communisme en Bulgarie (en)
- Camps de travail forcé en Bulgarie communiste (en)
- Camp de concentration de Béléné (1946-1991), Comité pour la sécurité d'État (KDS)
- Bloc de l'Est (1944-1991), Guerre froide (1947-1991)
- Chute des régimes communistes en Europe (1988-1990)

### XXIesiècle
Parmi les nouveaux mouvements religieux, le néopaganisme et la rodnovérie se développent :
- Zalmoxianisme, plutôt en Roumanie
- Ropaganisme (2018)
- "Bulgarian Horde 1938"
- "Dulo Alliance"
- "Warriors of Tangra"

## Galerie

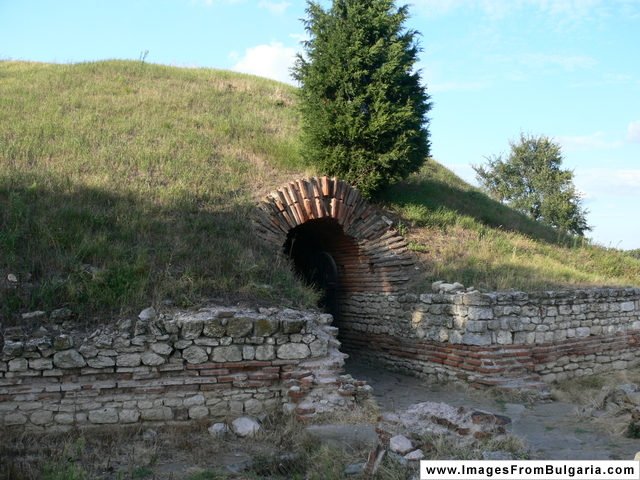
Entrée de la tombe thrace de Pomorié
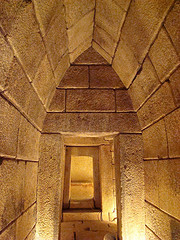
Tombe de Seuthès III (en)
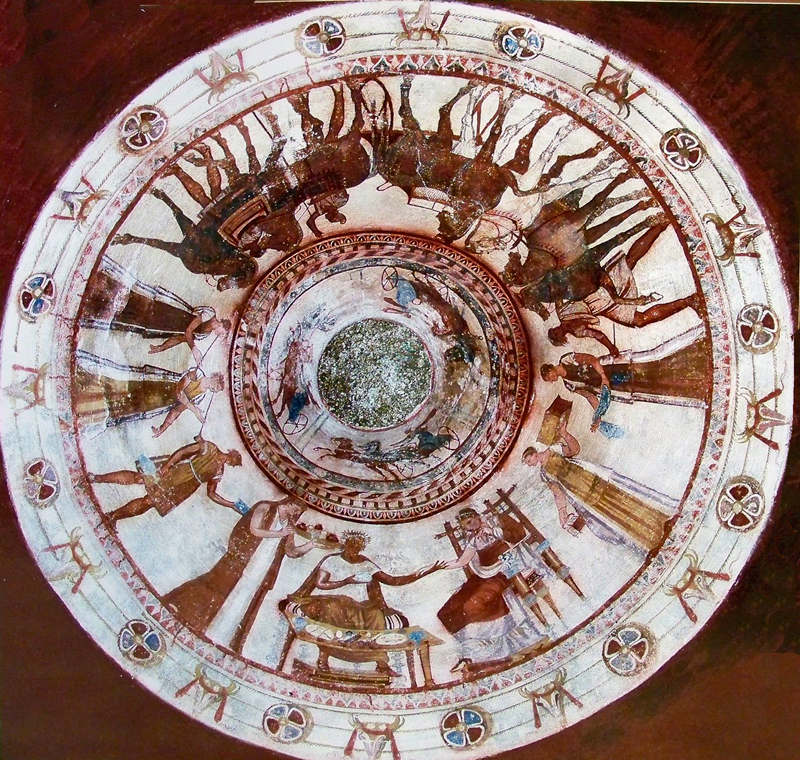
Tombe thrace de Kazanlak
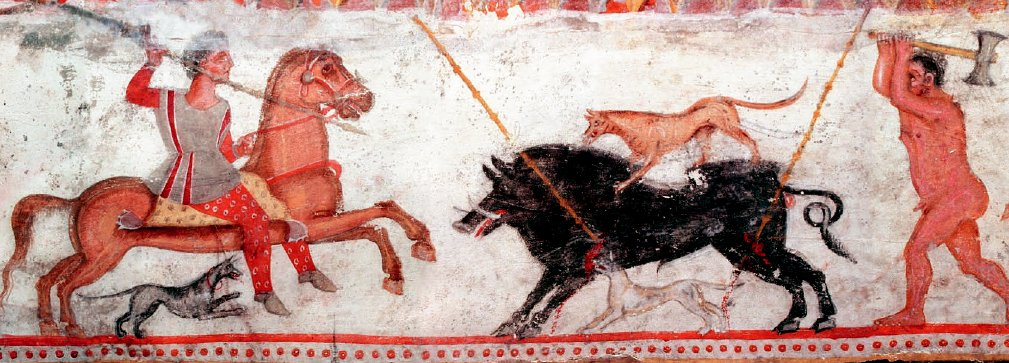
Tombeau thrace d'Alexandrovo
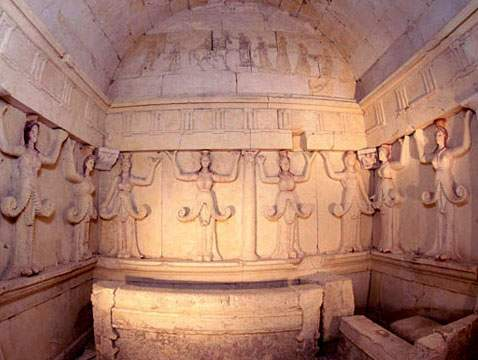
Tombeau thrace de Svechtari
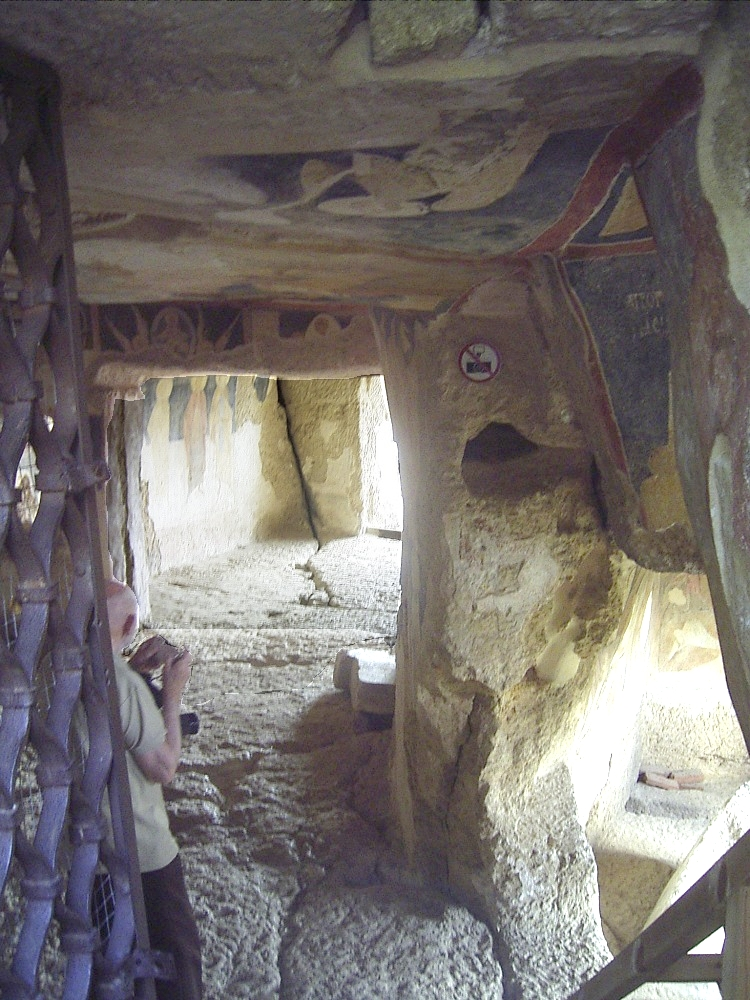
Églises rupestres d'Ivanovo
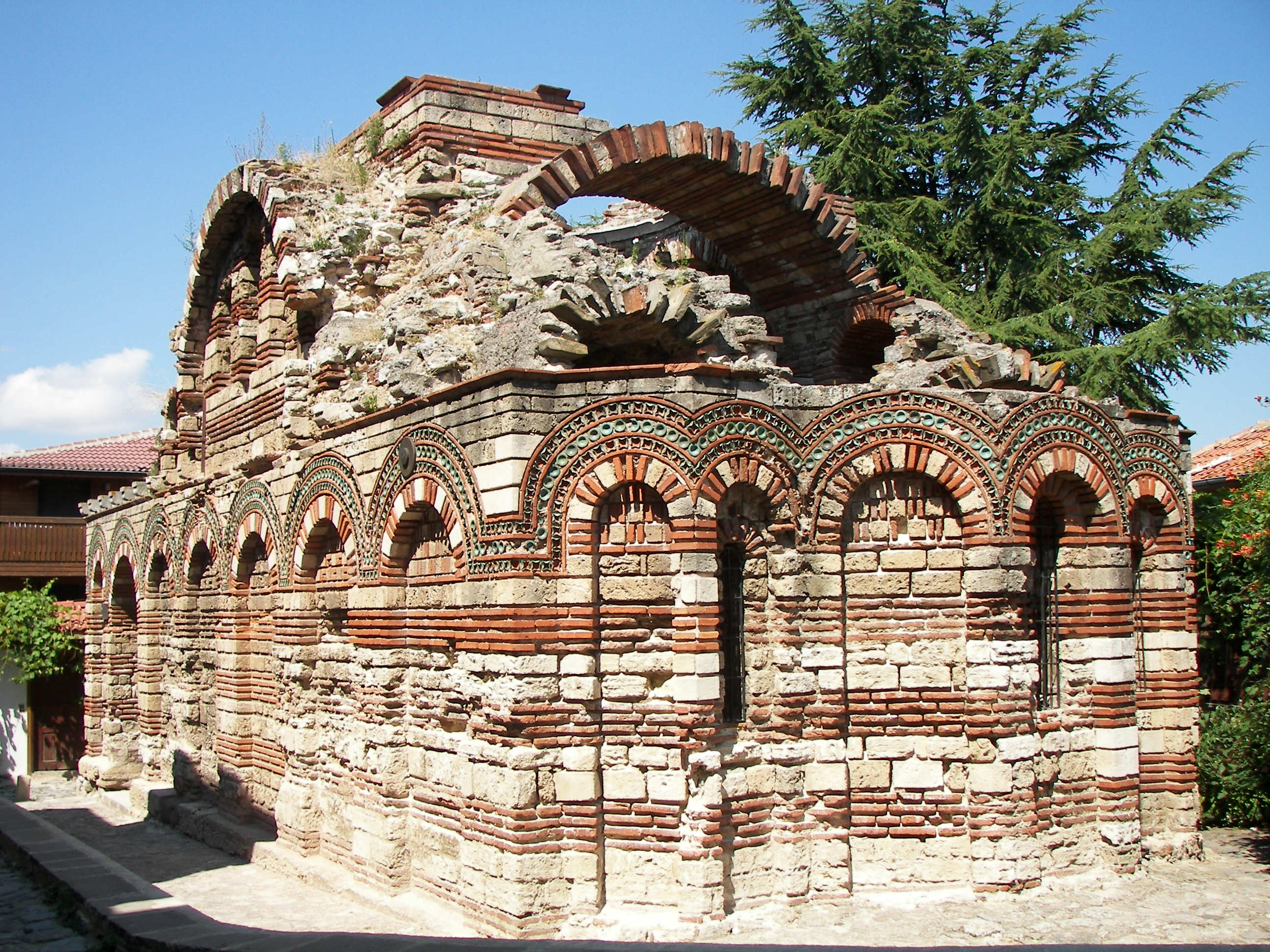
Église des archanges Michel et Gabriel (ruinée), Nessebar
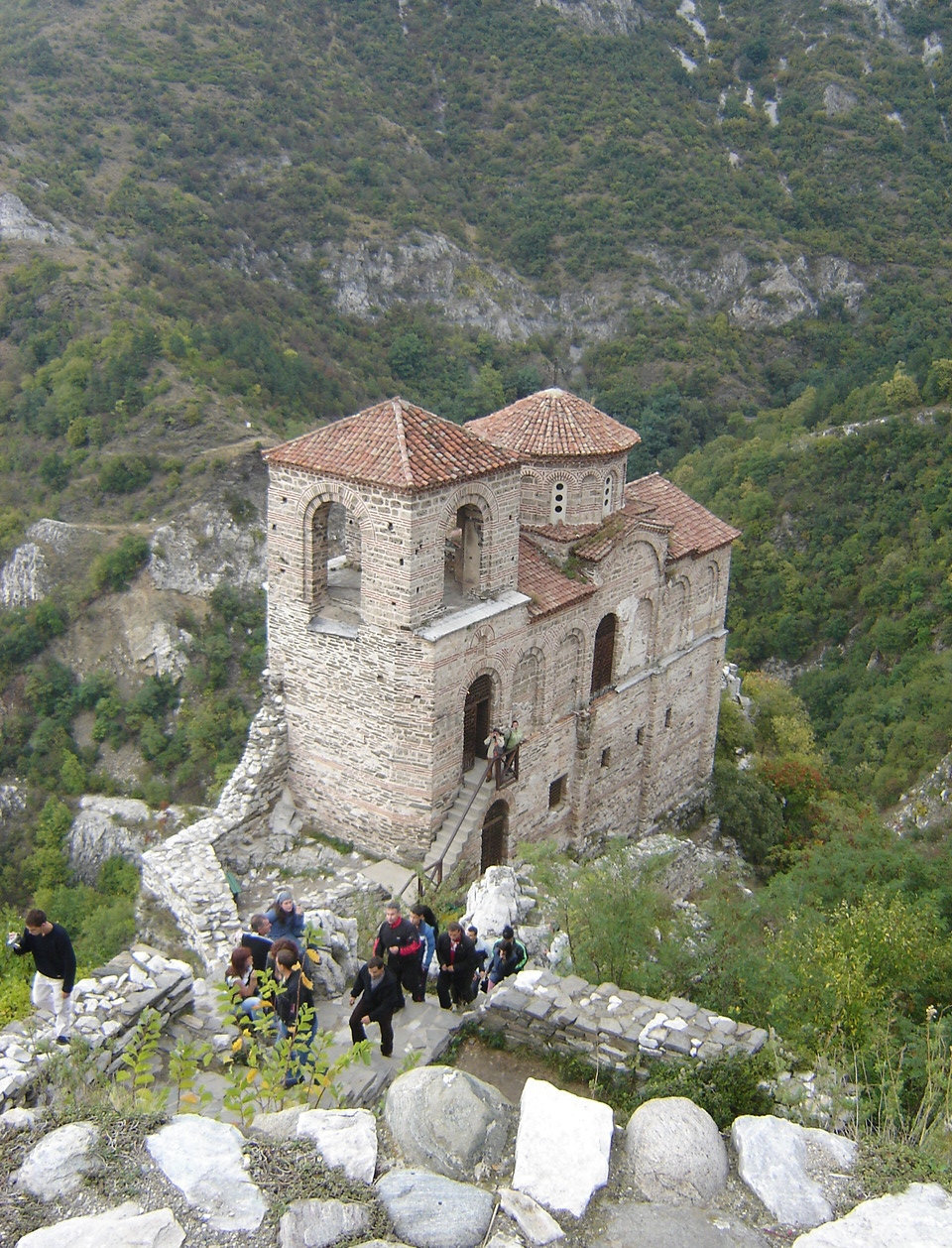
Forteresse d'Assen
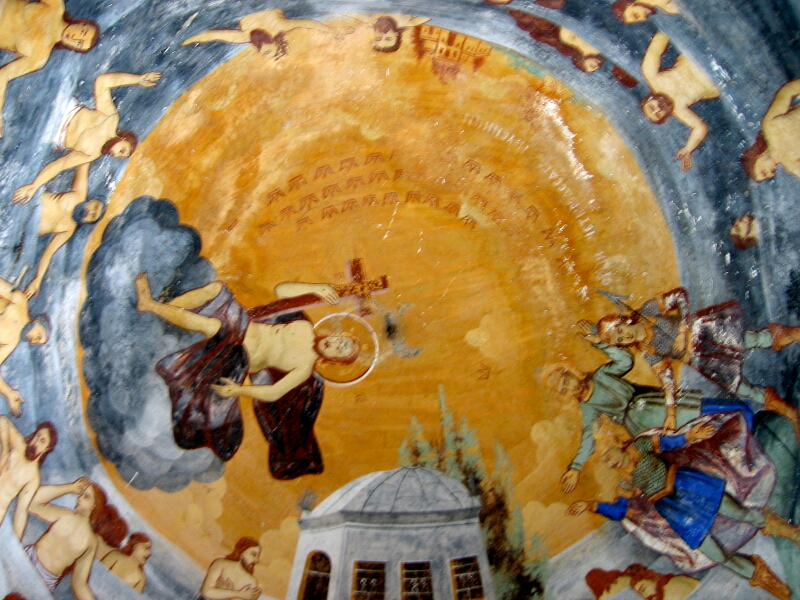
Monastère d'Arapovo
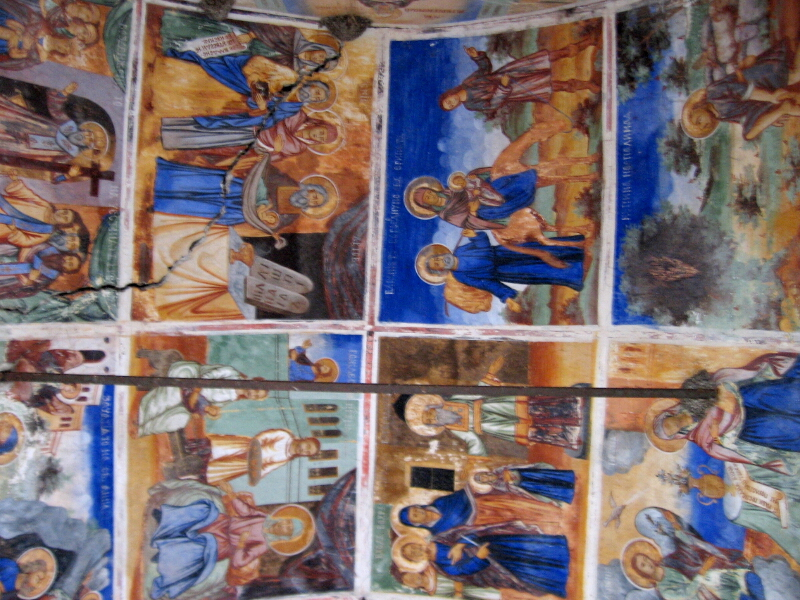
Monastère d'Arapovo
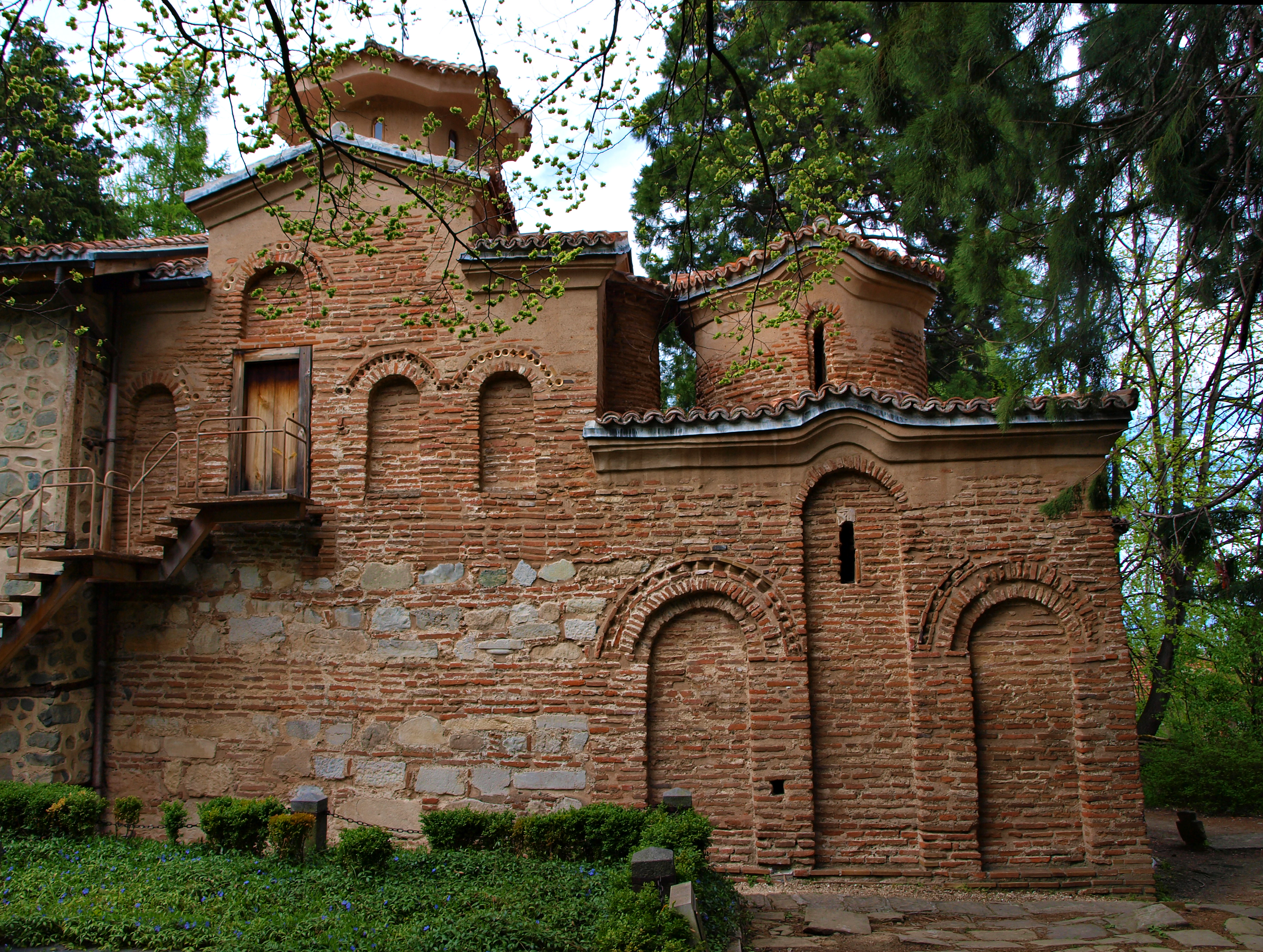
Église de Boyana (Sofia)
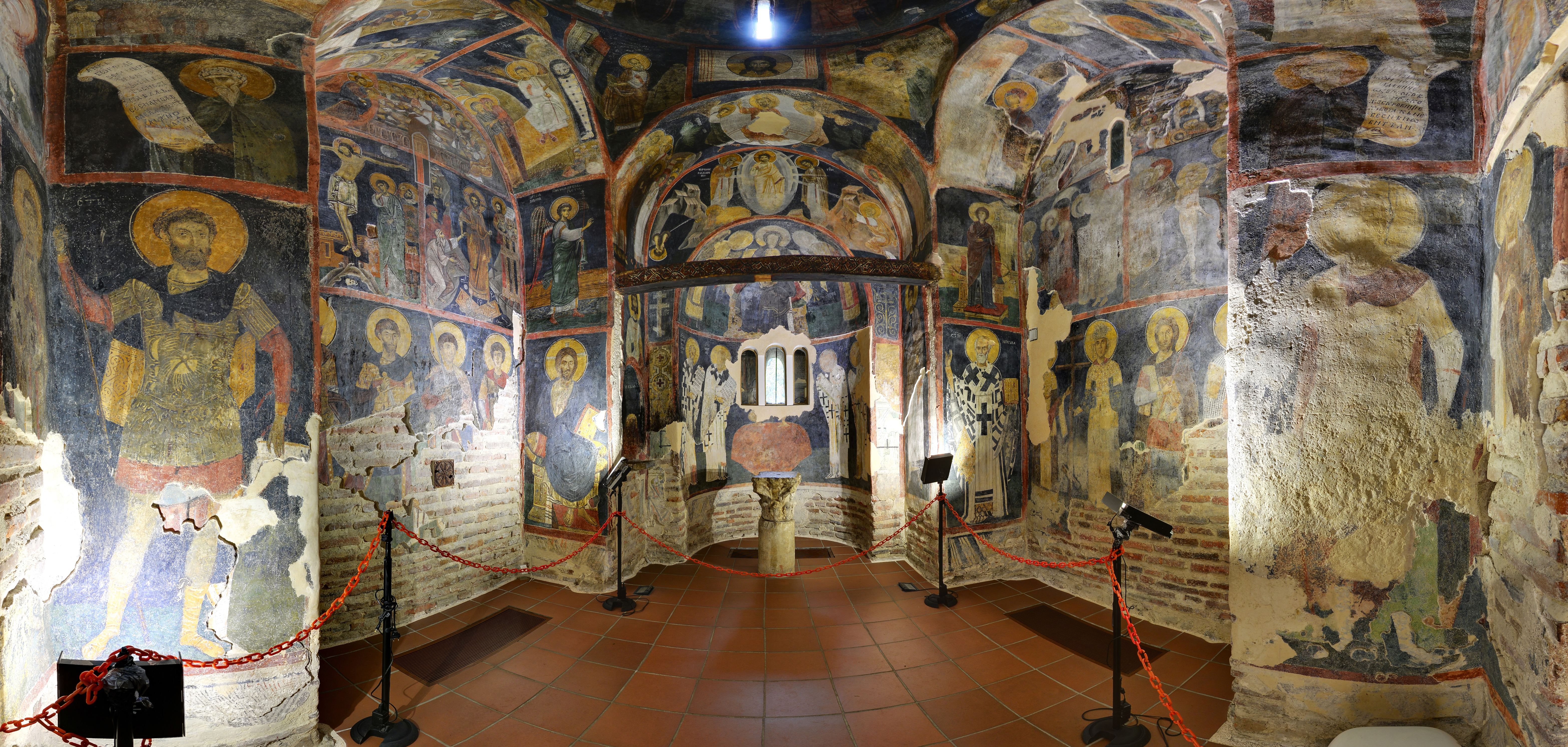
Église de Boyana (Sofia)
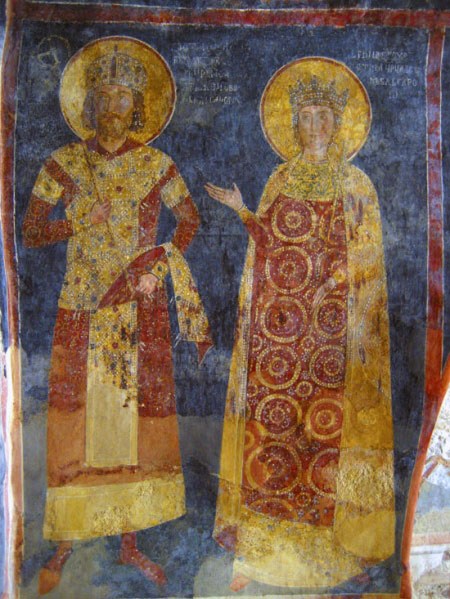
Constantin et Irina, Sofia-Boyana
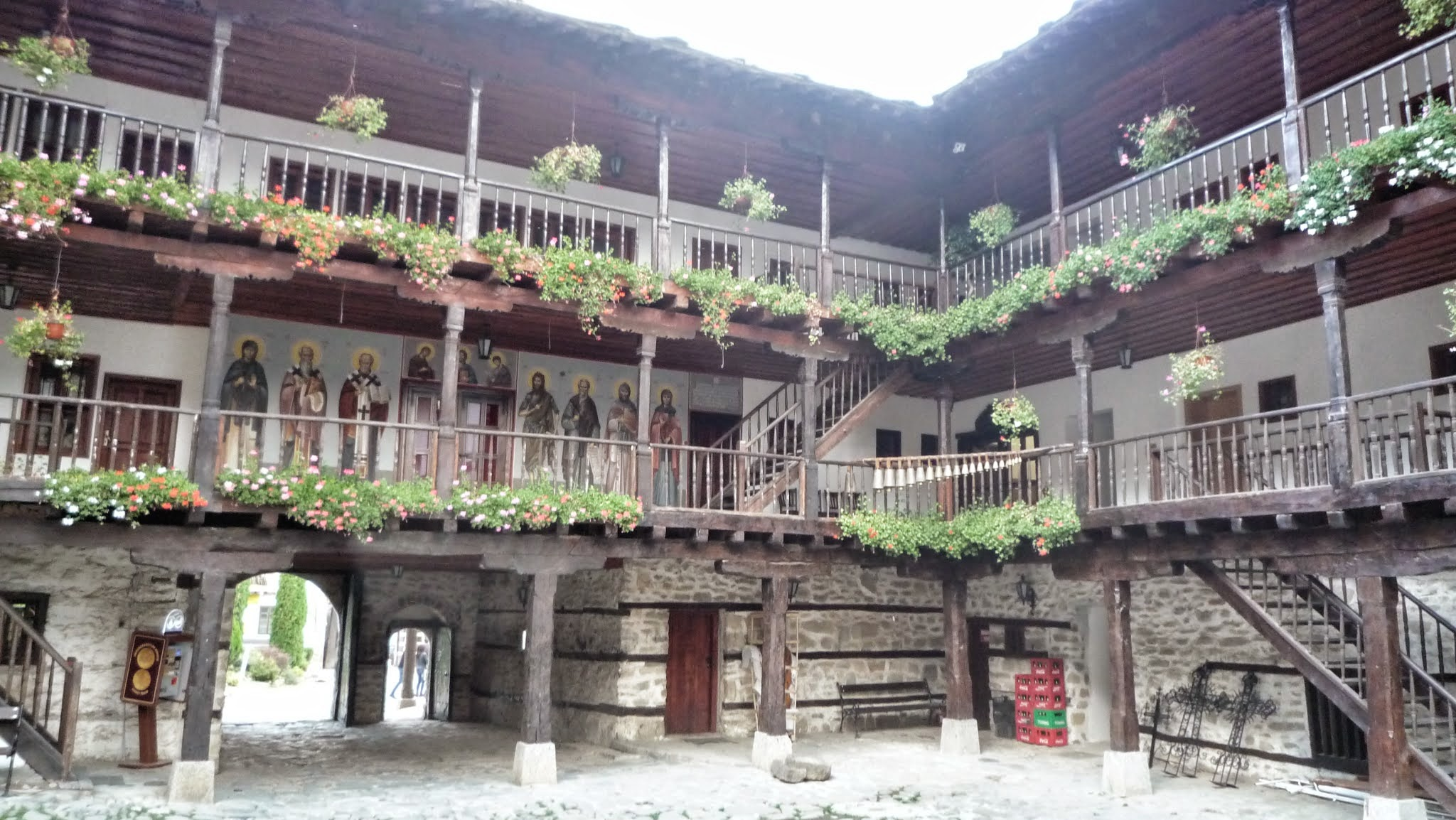
Monastère de Troyan
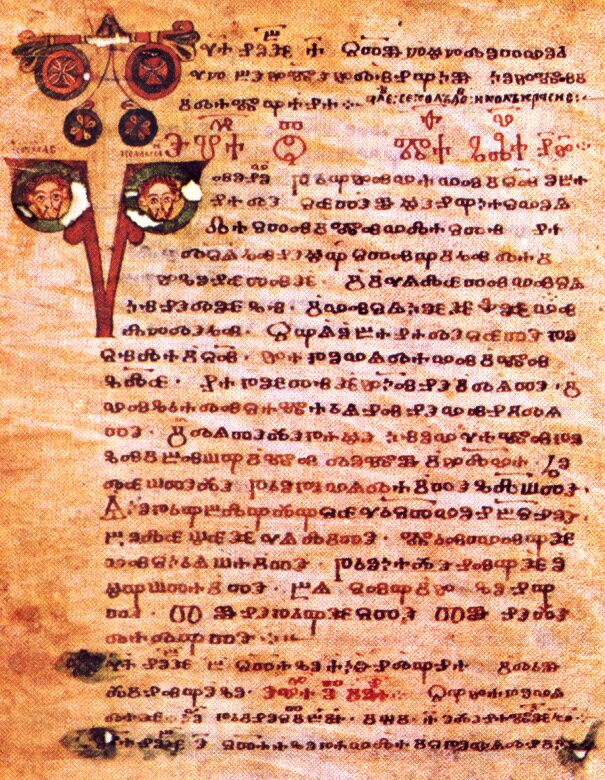
Codex en glagolitique (XIe siècle)
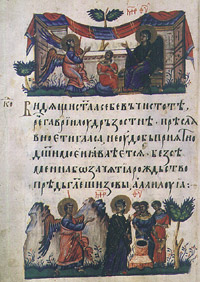
Psautier de Tomić (1360)
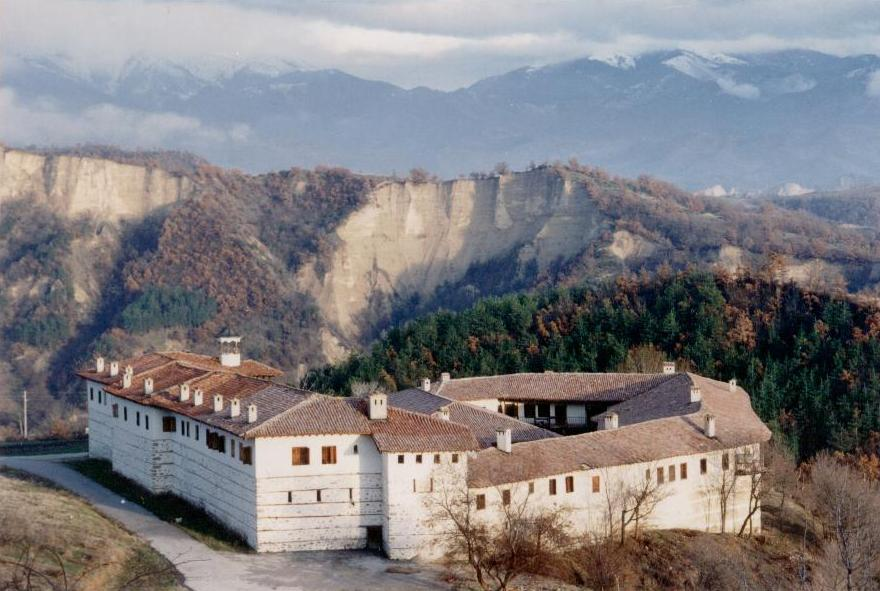
Monastère de Roschen
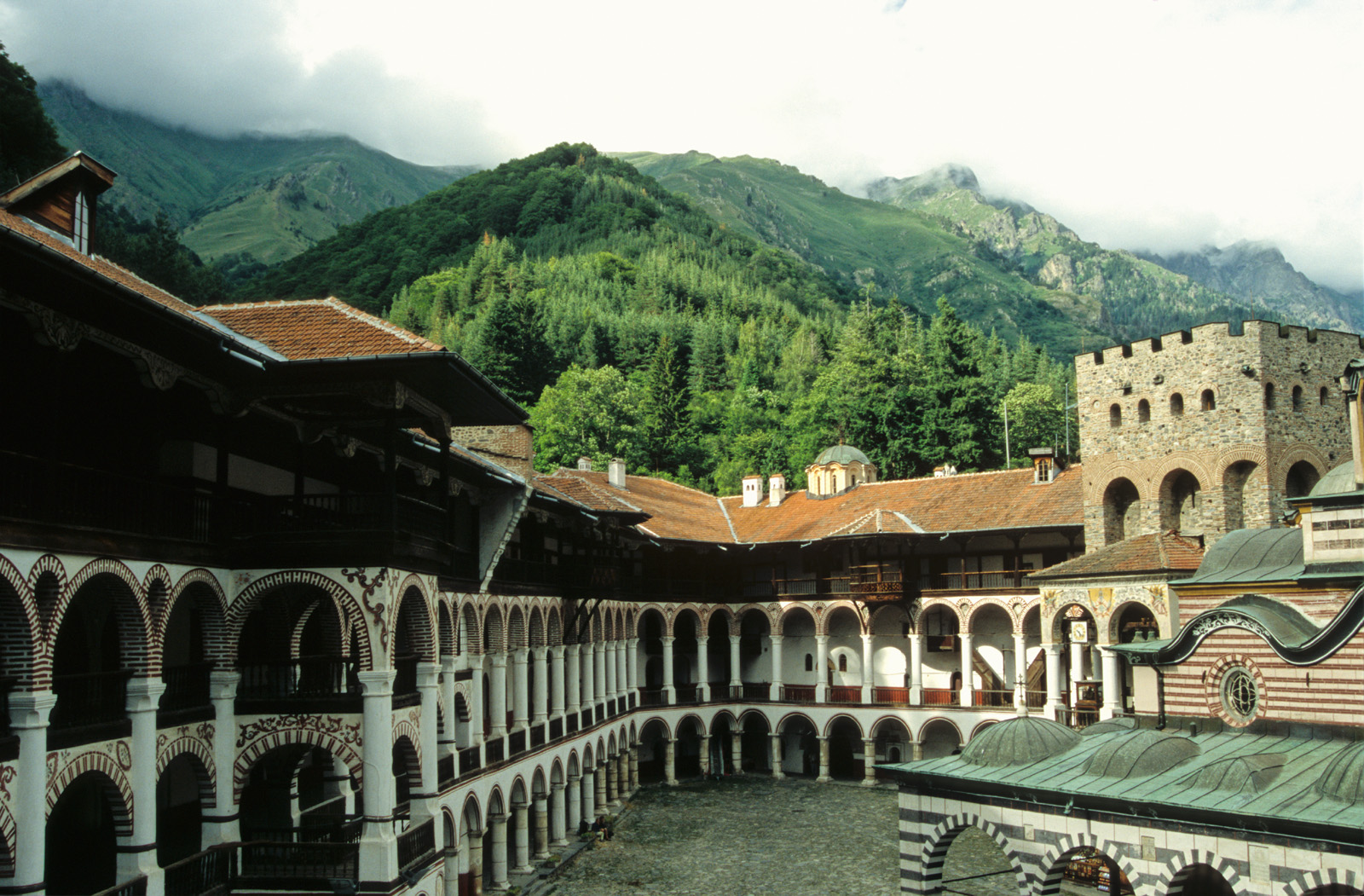
Monastère de Rila
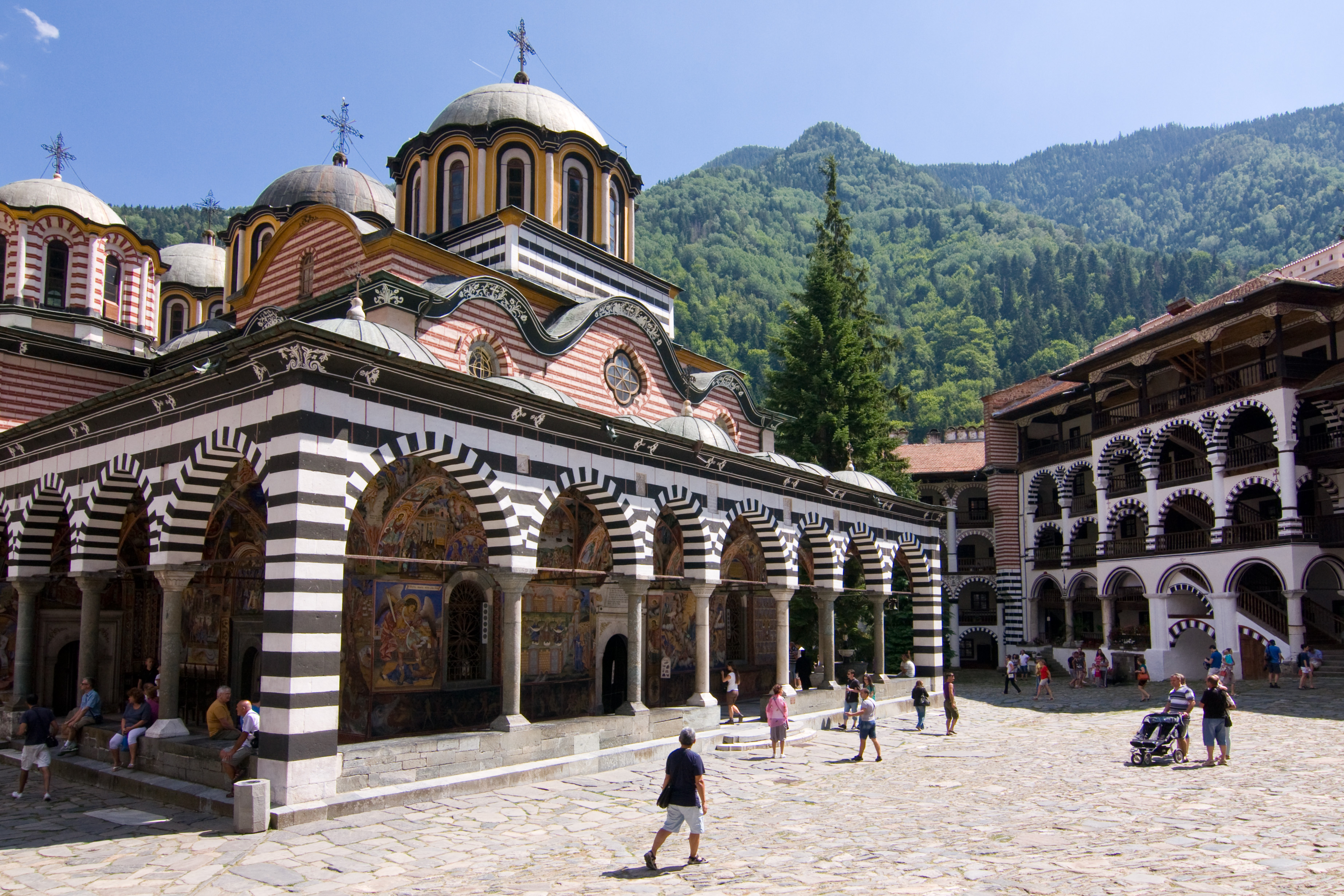
Monastère de Rila

## Repères 2020
Pour une population (en 2020, en baisse) d'un peu plus de 7 000 000 de Bulgares,, et hors diasporas, immigrants récents et migrants, le paysage religieux est à peu près le suivant:
- Faits religieux en Bulgarie (rubriques)
- Bâtiments religieux
  - Édifices religieux en Bulgarie
  - Listes de constructions et structures religieuses en Bulgarie (en)
  - Musées religieux en Bulgarie (en)

### Christianisme en Bulgarie (85%)
- Orthodoxie (82.74 %)
  - Église orthodoxe bulgare ("Patriarcat de Bulgarie") ou Église orthodoxe de Bulgarie
  - Église orthodoxe vieille-calendariste de Bulgarie
  - Église orthodoxe bulgare (synode alternatif)
  - Église orthodoxe serbe, Mouvement des Bogomoltsy (1920-), Slava
- Église catholique en Bulgarie (< 1 %, ~50 000)
  - Église grecque-catholique bulgare (~10 000)
- Protestantisme en Bulgarie (en) (~1,1 %, 65 000)
  - Méthodisme, Église congrégationaliste, Pentecôtisme, Adventisme
  - Union des Églises congrégationnelles évangéliques en Bulgarie (en)
- Liste de monastères bulgares

### Autres spiritualités minoritaires (15%)
- Islam en Bulgarie (13.62%), Bulgarie ottomane
  - Sunnisme
  - Chiisme
    - Soufisme (0,1 % ?) : Alians, Bektachi, Demir Baba Teke (en), Osman Baba
- Judaïsme (700 pratiquants déclarés)

### Autres spiritualités (<1%?)
- Bouddhisme en Bulgarie (en)
- Hindouisme en Bulgarie (en) (ISKCON)
- Fraternité blanche universelle (FBU), Paneurythmie
- Rodnovérie, rodisme, néopaganisme slave (slavic native faith)

### Autres (20..25%)
- Liberté de religion en Bulgarie (en)[6]
- Irréligion en Bulgarie (en) (10.. 20 %)
  - dont agnosticisme, athéisme, prudence, défiance,
  - Indifférence ou refus de se prononcer (5..20 %),